# 士富暂花兰
士富暂花兰（学名：Flickingeria shihfuana）为兰科暂花兰属下的一个种。